# إيران ووثيقة اليونسكو 2030

شعار الأمم المتحدة للتنمية المستدامة.

أهداف التنمية المستدامة، المعروفة أيضا باسم خطة التنمية المستدامة لعام 2030، هي مجموعة من الأهداف العالمية البالغ عددها 17 هدفا مع 169 غاية. وقد وافقت حكومة حسن روحاني على المشاركة في تنفيذ هذه الوثيقة. لكن في ديسمبر 2016، عندما كشف مكتب اليونسكو في إيران في احتفال بحضور وزراء العلوم والتعلم في حكومة روحاني، الستار عن الوثيقة لتنفيذ الأهداف التعليمية للبرنامج، أثارت الوثيقة الكثير من ردود الفعل من قبل السياسيين والمراجع في جمهورية إيران الإسلامية.

## وثيقة اليونسكو 2030
أهداف التنمية المستدامة (SDGs)، وتسمى أيضا الأهداف العالمية، هي مجموعة من 17 هدفا عالميا و169 غاية تتعلق بمستقبل التنمية العالمية. اعتمدها قادة العالم والمجتمع المدني في سبتمبر 2015 في قمة أممية تاريخية وهي تعقب الأهداف الإنمائية للألفية في 1 يناير 2016 وستستمر إلى عام 2030.

## التاريخ
صدر الإعلان عن وثيقة اليونيسكو 2030 بعد اجتماع الدول الأعضاء في الأمم المتحدة، واتفاقها للتنمية المستدامة. فبموجب هذه الوثيقة وضعت إدارة روحاني خطّتها التعليمية الخاصة، وأطلقت عليها اسم «وثيقة جمهورية إيران الإسلامية الوطنيّة للتعليم 2030: المضيّ نحو التعليم الجيد والتعلّم مدى الحياة»، وتجدر الإشارة إلى أنّ وثيقة 2030 التعليميّة ليست الأولى من نوعها في إيران. فقد اقترح الرئيس السابق محمود أحمدي نجاد «وثيقة التعليم الإصلاحية الأساسية» في العام 2011 التي تمّ إعدادها على أساس التعاليم الإسلاميّة بشكل كبير، وكان هدفها الأوّل «تربية أفراد يؤمنون بالله وبالآخرة».
في 10 ديسمبر 2016، عندما كشفت اللجنة الوطنيّة لليونسكو، بحضور وزير التعليم ووزير العلوم والبحوث في حكومة روحاني، النقاب عن الوثيقة أثارت الكثير من الحساسيات والانتقادات من قبل السلطات الإيرانية. حتی أن في 13 يونيو، صوت أعضاء المجلس الأعلى للثورة الثقافية على إلغاء الوثيقة.

## ردود الفعل
- في 7 مايو، انتقد المرشد الأعلى علي خامنئي الحكومة الإيرانية لتوقيعها على الوثيقة، وقال: «"هذه الجمهوريّة الإسلاميّة! هنا الإسلام هو المعيار! القرآن هو المعيار! هذا ليس مكاناً يخترقه أسلوب الحياة الغربي المعيب والمدمّر والفاسد!... إنّ وثيقة اليونسكو وما شابهها لیست بالأشیاء التي تخضع لها الجمهورية الإسلامية الإيرانية"». وهو تساءل:«"كيف يمكن لمنظمة دولية التي تقع تحت تأثير القوى الكبرى تكلف دولا بمهام وهي دول لديها تاريخ وثقافات وحضارات مختلفة؟"».[5][6]

- وأكد محمد مهدي زاهدي رئيس لجنة التعليم في المجلس علی العدالة بين الجنسين بدلا من المساواة بين الجنسين وقال:«"ان الوثيقة تنص علی عدم اندماج المعتقدات الدينية في التعليم، في حين نحن نعتقد بأن التعليم يجب أن يكون قائماً على أساس المعتقدات الإسلامية وذلك وفقا للقرآن"».[7]

- في 22 مايو أشار المرجع الديني آية الله مكارم الشيرازي خلال درسه في البحث الخارج في مدينة قم إلى وثيقة اليونسكو 2030 التعليمية، قائلاً إنها:«"بالرغم من ظاهرها الجميل والإنساني لكن في طياتها أهداف خطيرة جداً منها نشر الثقافة العلمانية في البلدان الإسلامية"». مشيرا إلی إن بعض المصطلحات الواردة في الوثيقة تفسر وفقا لتعاريفهم لها، على سبيل المثال، «الأسرة» المستخدمة في هذا البرنامج تشير إلى كل نوع من الأسرة حتی المثليين، أو وفقا لتعريفهم للعنف، يعتبر الباسيج وحرس الثوري الإسلامي مثالا على العنف.[8]

- وقد انتقد حسن رحيم بور أزغدي، عضو المجلس الأعلى للثورة الثقافية، وثيقة اليونسكو 2030، وقال:«"إنها تحمل نظريات الليبرالية والليبرالية الجديدة في مجالات حقوق الطفل والتربية والتعليم والمرأة والأسرة، وعلى الرغم من أن هناك قواسم مشتركة مع المفاهيم الإسلامية، ولكن هناك تناقضات أساسية، ففي هذه الوثيقة تعد التربية الجنسية للأطفال من حقوقهم لكن تعليمهم الحيا والعفة يشكل انتهاكا لحقوقهم. تعهُّد إيران للوثيقة يعني الموافقة علی أن التربية الجنسية للأطفال سيضمن سلامة الأسرة وان المثلية الجنسية يعدّ من حقوق الإنسان، كما أن التعهُّد سيتبعه سيطرة الغرب على التعليم في إيران"».[9]